# Sandy Jeannin
Sandy Jeannin, född 1976 i Les Bayards, Schweiz, är en professionell schweizisk ishockeyforward. Han har representerat Schweiz flera gånger, senast i OS och VM 2006. I matchen mot Sverige i VM 2006 utsågs han tillsammans med Henrik Zetterberg till matchens bästa spelare. Till vardags spelar Sandy Jeannin i det schweiziska topplaget Fribourg-Gottéron.